# Douglas F4D Skyray
Douglas F4D Skyray (pozneje F-6 Skyray) je bilo enomotorno reaktivno palubno lovsko letalo, ki ga je zgradil Douglas Aircraft Company v zgodnjih 1950ih. V uporabi je bilo sorazmerno kratek čas in se ni nikoli bojno uporabljal. Bil je prvi lovec Ameriške mornarice, ki je lahko presegel Mach 1 v ravnem letu. Skyray je bil zadnji lovec podjetja Douglas, preden se je ta združil z McDonnell Aircraft v McDonnell Douglas. Skupno so zgradili so 422 letal. Na osnovi Skyraya so zgradili lovca F5D Skylancer, ki pa ni bil uspešen. 

## Specifikacije(F4D-1)
Podatki iz The American Fighter
Splošne karakteristike
- Posadka: 1
- Dolžina: 45 ft 3 in (13,8 m)
- Razpon kril: 33 ft 6 in (10,21 m)
- Višina: 13 ft 0 in (3,96 m)
- Površina kril: 557 ft² (52 m²)
- Teža praznega letala: 16024 lb (7268 kg)
- Naložena teža: 22648 lb (10273 kg)
- Maks. vzletna teža: 27116 lb (12300 kg)
- Pogon letala: 1 × Pratt & Whitney J57-P-8, −8A ali −8B turboreaktivni motor
  - Potisk motorjev (suh): 10200 lbf (45 kN)
  - Potisk motorjev z dodatnim zgorevanjem: 16000 lbf (71 kN)

 Zmogljivost 
- Maks. hitrost: 722 mph (627 vozlov, 1162 km/h)
- Doseg: 700 milj (610 nmi, 1100 km)
- Največji doseg: 1200 milj (1040 nmi, 1900 km)
- Višina leta: 55000 ft (17000 m)
- Hitrost vzpenjanja: 18300 ft/min (93,3 m/s)
- Obremenitev kril: 41 lb/ft² (198 kg/m²)
- Razmerje potisk/teža: 0,71

Oborožitev

- Strelno orožje: 4x 20 mm Colt Mk 12 topovi, vsak s 65 naboji
- Rakete: 2.75 in (70 mm) nevodljive rakete
- Izstrelki: 4x rakete zrak-zrak AIM-9 Sidewinder
- Bombe: 2x 2000 lb (907 kg) bombi

Letalska elektronika

- APQ-50A radar
- Aero 13F radar za kontrolo ognja